# Emirato del Najd e di al-Ahsa'
L'Emirato del Najd e di al-Aḥsāʾ (in arabo إمارة نجد والأحساء‎?, Imārat Najhd wa l-al-Aḥsāʾ) - talora indicato anche come Emirato di Riyāḍ (in arabo إمارة ﺭﻳﺎﺽ‎?, è stato tra il 13 gennaio 1902 e il 1921 un Emirato arabo della Penisola araba, poi entrato a far parte nel 1926 del Regno dell'Arabia Saudita.
L'Emirato del Najd e di al-Aḥsāʾ viene anche indicato come il terzo Stato saudita (in arabo الدولة السعودية الثالثة‎?, al-Dawla al-Saʿūdiyya al-Thālitha). 

A esso gli storici si riferiscono anche usando la denominazione di Emirato di Riyāḍ.
Esso fu una monarchia assoluta, guidata dalla dinastia Āl Saʿūd. Essa poté costituirsi in seguito alla vittoriosa battaglia di Riyāḍ e alla conquista da parte delle forze saudite della città di Riyāḍ, da esse strappata al controllo del Casato dei Rashīd, che regnava sull'Emirato di Ha'il.